# Filmpreis

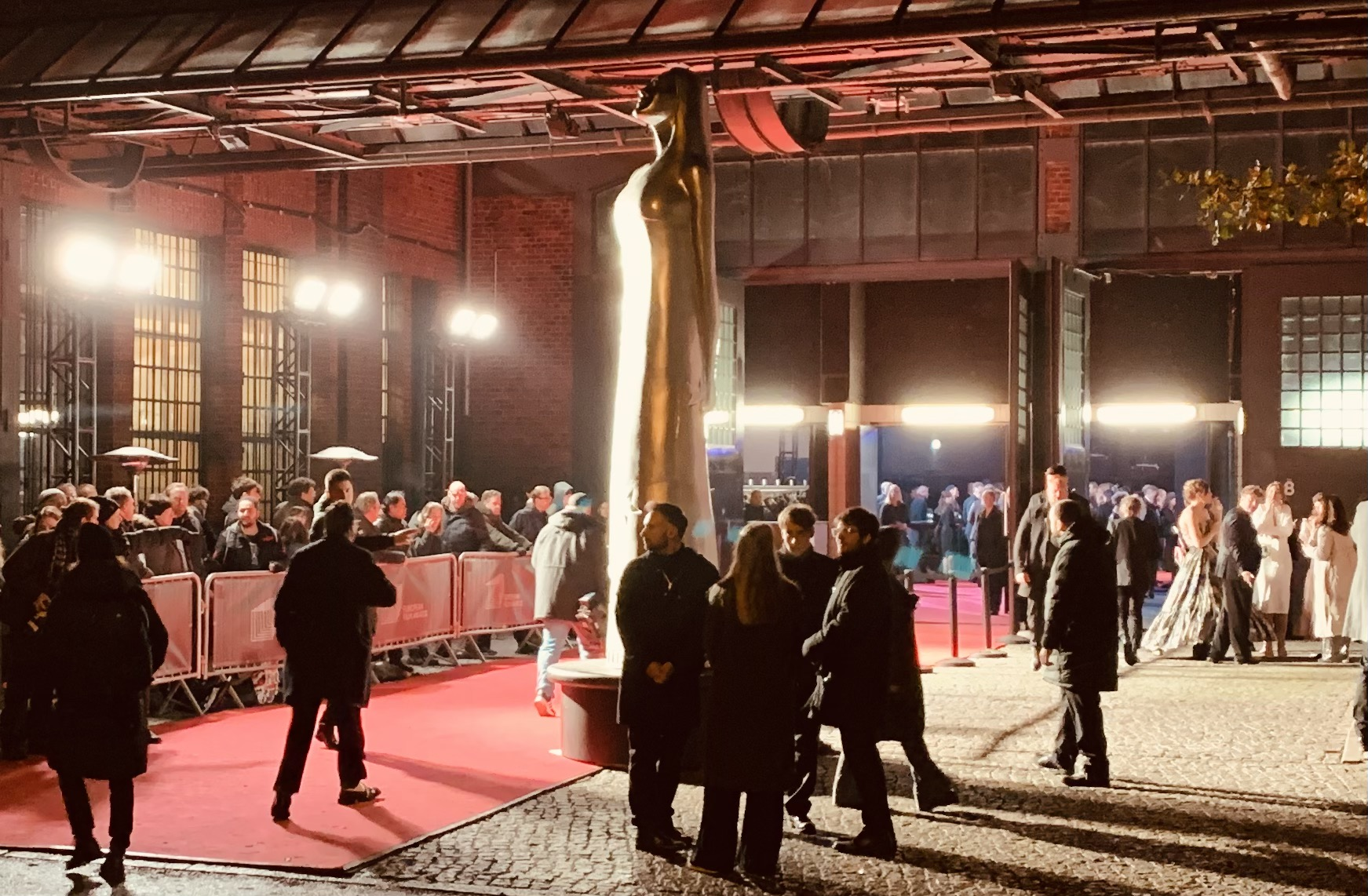
Der Europäische Filmpreis in Berlin (2023)

Filmpreise werden zumeist entweder auf Filmfestivals oder von der Filmindustrie verliehen. Üblicherweise werden damit filmkünstlerische Leistungen oder auch kommerzielle Erfolge prämiert. 
Neben Filmen werden nicht selten auch die beitragenden beruflichen Leistungen prämiert, so z. B. Neben- und Hauptdarsteller, Regie- und Kameraführung, Drehbücher oder etwa die Musik eines Films.

## Geschichte
Als erste Auszeichnung für einen Film wurde 1920 der US-amerikanische Photoplay Award vergeben.

## Preise der Filmindustrie
Der bei weitem bekannteste Filmpreis überhaupt ist der US-amerikanische Academy Award, besser bekannt als Oscar, der jährlich in zahlreichen Kategorien im Rahmen einer glamourösen Show-Veranstaltung in Los Angeles vergeben wird. Schon einige Wochen zuvor verleiht die Auslandspresse Hollywoods die Golden Globe Awards, die meist Fingerzeige auf die zu erwartenden Oscar-Prämierungen bedeuten. Die Goldene Himbeere prämiert im Gegensatz dazu die schlechtesten filmischen Leistungen eines Jahres.
Als europäisches Pendant zu den Oscars gibt es seit 1988 den Europäischen Filmpreis.
Der von der deutschen Bundesregierung gut dotierte Deutsche Filmpreis  vergibt seit 1999 eine Statuette namens Lola. Seit 2005 wird der Deutsche Filmpreis von den Mitgliedern der Deutschen Filmakademie vergeben. 

## Nationale Filmpreise

### Europa
| Land                  | Filmpreis                       | verliehen seit | Bemerkung |
| --------------------- | ------------------------------- | -------------- | --- |
| Belgien               | Prix Magritte                   | 2011           | Originalbezeichnung: „Les Magritte du cinéma“; von 1985 bis 2007 wurde der „Joseph Plateau-filmprijzen“ / „Prix Joseph Plateau“ vergeben |
| Dänemark              | Bodil                           | 1948           | |
| Dänemark              | Robert                          | 1984           | |
| Deutschland           | Deutscher Filmpreis             | 1951           | seit 1999 auch als „Lola“ bekannt; in der DDR wurde von 1980 bis 1990 parallel das Nationale Spielfilmfestival ausgetragen               |
| Finnland              | Jussi                           | 1944           | |
| Frankreich            | César                           | 1976           | von 1955 bis 1975 wurde der Étoile de Cristal verliehen                                                                                  |
| Großbritannien        | British Academy Film Award      | 1948           | Kurzbezeichnung BAFTA Award, früher auch unter dem Namen „Stella“ bekannt                                                                |
| Irland                | Irish Film and Television Award | 1999           | auch als „IFTA Award“ bekannt |
| Island                | Edda                            | 1999           | |
| Italien               | David di Donatello              | 1956           | auch als „David“ bekannt |
| Niederlande           | Goldenes Kalb                   | 1981           | Originalbezeichnung: „Gouden Kalf“ |
| Nordische Länder      | Filmpreis des Nordischen Rates  | 2002           | auch als „Nordischer Filmpreis“ bekannt; für dänische, finnische, isländische, norwegische und schwedische Spielfilme                    |
| Norwegen              | Amanda                          | 1985           | |
| Österreich            | Österreichischer Filmpreis      | 2011           | |
| Polen                 | Polnischer Filmpreis            | 1999           | Originalbezeichnung: „Orzeł“ |
| Portugal              | Prémios Sophia                  | 2012           | |
| Russland              | Nika                            | 1987           | Originalbezeichnung: „Ника“ |
| Schweden              | Guldbagge                       | 1963           | |
| Schweiz               | Schweizer Filmpreis             | 1998           | |
| Spanien               | Goya                            | 1987           | |
| Tschechische Republik | Böhmischer Löwe                 | 1993           | Originalbezeichnung: „Česky lev“ |

### Weitere
| Land        | Filmpreis                                         | verliehen seit | Bemerkung |
| ----------- | ------------------------------------------------- | -------------- | --- |
| Argentinien | Silberner Condor                                  | 1943           | Originalbezeichnung: „Premios Cóndor de Plata“ |
| Australien  | AACTA Awards                                      | 1963           | bis 2012 als Australian Film Institute Award („AFI Award“) bekannt (nicht zu verwechseln mit dem gleichnamigen Preis des American Film Institutes)         |
| Brasilien   | Grande Prêmio Brasileiro de Cinema                | 2000           | |
| China       | Goldener Hahn                                     | 1981           | Originalbezeichnung: 金雞獎 / 金鸡奖, Jīnjījiăng |
| Hongkong    | Hong Kong Film Award                              | 1982           | Originalbezeichnung: 香港電影金像獎 / 香港电影金像奖, Xiānggǎng Diànyǐng Jīnxiàngjiǎng, kurz: 香港金像獎 / 香港金像奖, Xiānggǎng Jīnxiàngjiǎng – „HKFA“    |
| Indien      | National Film Award                               | 1954           | auch als „National Awards“ bekannt |
| Israel      | Ophir Award                                       | 1982           | früher auch unter dem Namen „Preis der Israelischen Filmakademie“ (Originalbezeichnung: „Tekes Halukat Prasei Ha'Akademia Ha'Israelit Le'Kolnoah“) bekannt |
| Japan       | Kinema-Jumpō-Preis                                | 1925           | Originalbezeichnung: キネマ旬報ベスト・テン („Kinema jumpō besuto ten“)                                                                                    |
| Japan       | Japanese Academy Award                            | 1978           | Originalbezeichnung: 日本アカデミー賞 („Nippon Academii Shō“)                                                                                              |
| Kanada      | Genie Award                                       | 1980           | für die französischsprachige Provinz Québec wird seit 1999 separat der Prix Jutra (englisch: „Jutra Award“) vergeben                                       |
| Mexiko      | Premio Ariel                                      | 1946           | |
| Namibia     | Namibian Theatre and Film Awards                  | 2010           | |
| Neuseeland  | New Zealand Screen Award                          | 2001           | vor 2005 als „New Zealand Film and TV Awards“ bekannt; 2007 als „Air New Zealand Screen Awards“ vergeben                                                   |
| Philippinen | Filipino Academy of Movie Arts and Sciences Award | 1952           | auch als „FAMAS Awards“ bekannt |
| Südkorea    | Grand Bell Award                                  | 1962           | Originalbezeichnung: 대종상 영화제 („Daejongsang Yeonghwajae“)                                                                                             |
| Südkorea    | Blue Dragon Award                                 | 1963           | Originalbezeichnung: 청룡영화상 |
| Taiwan      | Golden Horse Award                                | 1962           | Originalbezeichnung: 臺北金馬影展獎 / 台北金马影展奖, Táiběi Jīnmǎ Yǐngzhǎnjiǎng, kurz: 金馬獎 / 金马奖, Jīnmǎjiǎng                                        |

### Preise der Gilden
Besonders in den USA werden auch die Preise, die alljährlich von den Berufsverbänden (so genannten Guilds) verliehen werden, sehr beachtet, zumal die hier Ausgezeichneten sehr häufig auch die späteren Oscar-Preisträger darstellen. Bei den jeweiligen Gilden vergeben nur die Personen ihre Stimmen, die ebenfalls in dem jeweiligen Bereich tätig sind oder waren. Oftmals sehen viele der so ausgezeichneten Personen diese als besonders große Ehre an.
Einige der existierenden Guild-Awards:
- Gilde der Produzenten: Producers Guild of America (PGA)
- Gilde der Regisseure: Directors Guild of America (DGA)
- Gilde der Schauspieler: Screen Actors Guild (SAG)
- Gilde der Drehbuchautoren: Writers Guild of America (WGA)
- Gilde der Filmeditoren: American Cinema Editors (ACE)
- Gilde der Kameraleute: American Society of Cinematographers (ASC)
- Gilde der Toneditoren: Motion Picture Sound Editors (MPSE)
- Gilde der Tontechniker: Cinema Audio Society (CAS)
- Gilde der Requisiteure: Art Directors Guild (ADG)
- Gilde der Kostümbildner: Costume Designers Guild (CDG)
- Gilde der Tricktechniker: Visual Effects Society (VES)
- Gilde der Maskenbildner: Hollywood Makeup and Hair Stylist Guild
- Gilde der Komponisten und Texter: Society of Composers & Lyricists (SCL)
- Gilde der Music Superviser: Guild of Music Supervisors (GMS)

## Festival-Preise
Während Filmindustrie-Preise üblicherweise alle Filme eines Jahres bewerten, vergeben Filmfestivals ihre Ehrungen nur an die von ihnen ausgewählten aktuellen Filme, die meist noch nicht im Kino ausgewertet wurden. Während die Oscars von den Mitgliedern einer Filmakademie vergeben werden, werden Festivalpreise von internationalen, oft prominent besetzten Jurys verliehen. Auf den wichtigsten Festivals lobt auch der internationale Filmkritikerverband (Fédération Internationale de la Presse Cinématographique) mit dem FIPRESCI-Preis jeweils eine Auszeichnung aus.
Die Preise der wichtigsten Filmfestivals („A-Festivals“) haben einen goldenen Schimmer:
- Goldene Palme (Cannes)
- Goldener Bär (Berlin)
- Goldener Löwe (Venedig)
- Goldener Leopard (Locarno)

## Preise der Filmkritik
Kritikerpreise, d. h. Filmpreise, die alljährlich von Kritiker-Vereinigungen verliehen werden, unterscheiden sich von Industriepreisen (im Idealfall) dadurch, dass sie der künstlerischen Qualität eines Filmes einen Vorrang vor seinem kommerziellen Potenzial einräumen. Hier einige Beispiele:
- Broadcast Film Critics Association
- New York Film Critics Circle
- London Critics Circle Film Awards
- Los Angeles Film Critics Association
- National Society of Film Critics
- National Board of Review (die älteste Einrichtung überhaupt, die Filmpreise verleiht)
- Chicago Film Critics Association
- Online Film Critics Society

## Spezielle Filmpreise
- Der Musiksender MTV verleiht alljährlich die MTV Movie Awards. Hier werden auch solche Kategorien wie „Bester Filmkuss“ oder „Bester Filmbösewicht“ ausgezeichnet.
- Ein weiterer weit beachteter Filmpreis ist der im Rahmen der Berlinale vergebene Teddy Award für die besten Produktionen mit schwul-/lesbischem Hintergrund.
- Die Academy of Science Fiction, Fantasy & Horror Films vergibt in den USA seit 1972 alljährlich den Saturn Award.
- Die Imagen Foundation vergibt in den USA seit 1985 jährlich den Imagen Award in ähnlicher Kategorievielfalt wie beim Oscar für die besten Schauspieler, Produktionen, Filme mit Latino-Hintergründen.
- Der Internationale Literaturfilmpreis wird seit 2004 auf der Frankfurter Buchmesse verliehen.
- Der Schnitt-Preis wird für die Beste Schnittleistung in den Kategorien Spielfilm, Dokumentarfilm und Förderung von Film+, Kölns Forum für Filmschnitt und Montagekunst seit 1999 jährlich vergeben.
- Der Taurus Award wird für Stuntszenen und Stuntperfomer vergeben.
- Der Deutsche Kurzfilmpreis wird seit 1956 von der Bundesregierung verliehen. Im Jahr 2002 wurde das Reglement des Deutschen Kurzfilmpreises umfassend neu gestaltet.
- Der österreichische Undine Award wurde von 2004 bis 2008 alljährlich in Baden bei Wien an die besten deutschsprachigen Nachwuchsschauspieler verliehen.

- Micromovie-Award
- Der Deutsche NaturfilmPreis wird jährlich von der Deutschen NaturfilmStiftung vergeben.